# Ushiberd
Ushiberd (en armeni: Ուշիբերդ) són les restes d'una antiga fortalesa de l'edat de ferro situada sobre un pujol als afores del poble d'Ushi a la província d'Aragadzotn d'Armènia.

## Descripció
Es troba la seva major part en ruïnes a excepció d'alguns murs que envoltaven la fortalesa, que es troben al voltant de la vora del pujol. Dins de la zona que va ser una vegada l'interior de la fortalesa hi ha grans munts de pedres de gran grandària, que anteriorment havien format part de les parets i estructures interiors.
Just al començament del pujol i en un lloc una mica allunyat del que una vegada va ser un lloc d'assentament d'entre els segles iii i I aC, es troba el monestir de Sant Sargis edificat entre els segles VII i XIII. Prop d'allí per la carretera principal que condueix d'Ushi al monestir i la fortalesa hi ha una petita capella del segle x.

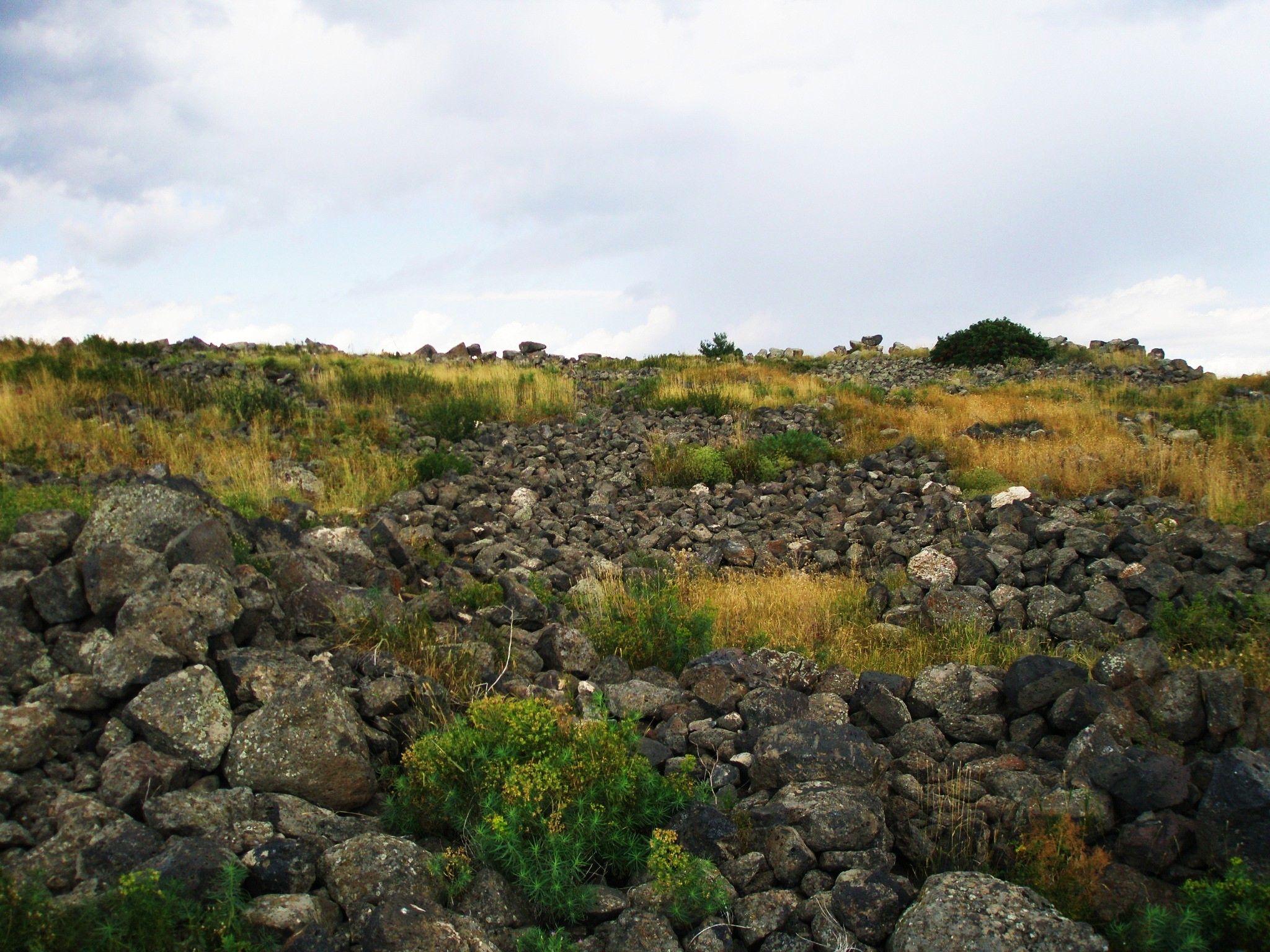
Restes de la fortalesa en la part superior del pujol.
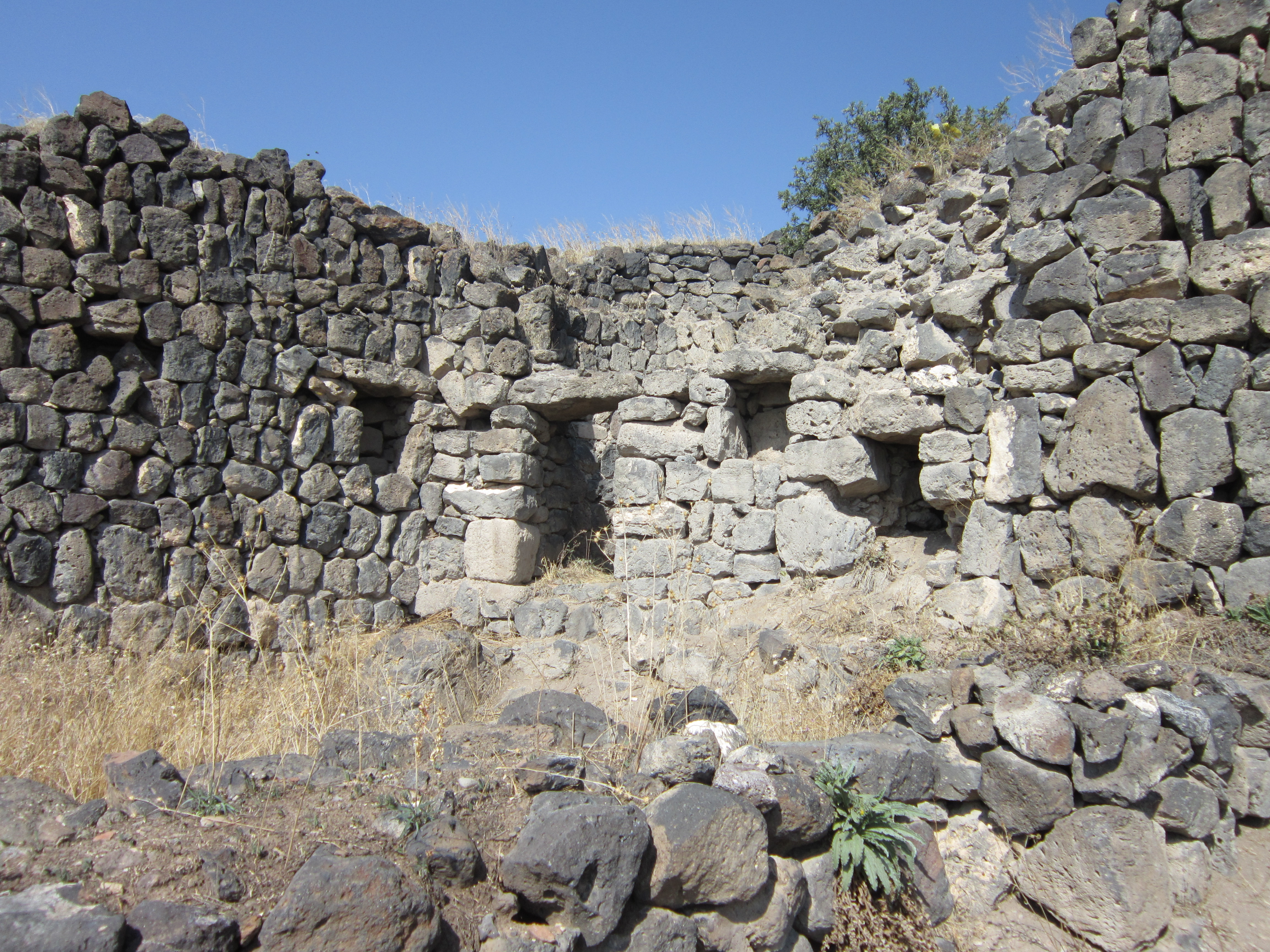
Monestir de Sant Sargis.